# تاريخ من الحروب
تاريخ من الحروب (بالإنجليزية: A History of Warfare )‏ هو كتاب للمؤرخ العسكري جون كيغان نشرته دار راندوم هاوس عام 1993.

## ملخص الكتاب
يتناول كيغان في كتابه الحروب في باكورة التاريخ وتكاثر الحروب في العصر البرونزي ومن بعده العصر الحديدي (الهوبليت والتشكيلات السلامية اليونانية والجحافل الرومانية)، ويتحدث أيضًا عن غزوات «شعوب الأحصنة» تحت حكم الآشوريين في أول الأمر ثم من بعدهم الأخمينيين ثم البارثيين والساسانيين، ثم فتح العرب في القرن السابع الكثير من الأقاليم، ثم من بعدهم المغول بقيادة جنكيز خان ثم أخيرًا آخر شعوب الأحصنة بقيادة مغولي هو تيمور لنك الذي أطلق العنان لمذبحة ضخمة ودمار هائل.
وقد تسبب نهوض أوروبا العصور الوسطى في جباية الأموال للقلاع والدفع لجنود المشاة مقابل الحفر تحت القلاع لتدميرها، فاتقنت أوروبا الغربية بناء قلاع منيعة لا تدحض، وفي نفس الوقت أُقصي سلاح المشاة تدريجيًا من ساحة المعركة، وأصبحت شَعِيلَة المُفَرْقَعَةِ (بندقية فتيل قديمة الطراز) وبندقيات فلينتلوك ومسدسات (سميث وويسون) الدوارة هي المُهيمنة (وهي التي ساعدت اليابان على الانتصار في الحرب الروسية اليابانية).
في الحرب العالمية الأولى قتل غاز الخردل والقنابل اليدوية وسلاح المدفعية والبندقيات عدد ضخم من الجنود ودُفنوا مقبرة موحلة على الجبهة الغربية، وفي الحرب العالمية الثانية مات الملايين على الجبهة الشرقية بسبب نظريات أدولف هتلر عن مساحة المعيشة (ليبنسراوم).
ويطرح كيغان فكرة كارل فون كلاوزفيتز التي مفادها أن الحرب هي امتداد للسياسة، مما يعني أن الحرب تتم بطريقة عقلانية تحت السيطرة الواعية للسياسيين، غير إنه يرى أن وجود الجيوش والمحاربين تشويهًا لطبيعة السياسة والثقافة، وإنه أحيانا يصبح الشكل الثقافي المهيمن وأن الحرب نفسها هي في نهاية المطاف نتيجة كارثية وغير عقلانية لفشل السياسة والدبلوماسية. ويعطي الكتاب اهتمامًا أقل للتكنولوجيا وقوائم المعارك كدوافع ضمنية وأنثروبولوجيا اجتماعية.
يهدي كيغان كتابه لسلفه (برجمان) الملازم من فوج (كلير) الذي قٌتل في معركة لوفيلد عام 1747.

## الاستقبال
كتب (إليوت أ. كوهين) في مراجعة لمجلة «فورين أفيرز» الأمريكية: «على الرغم من بعض الكتابة الجميلة والملاحظات الحادة، إلا أن كتاب»تاريخ من الحروب«قد فشل في الارتقاء ما يُمني به العنوان أو إلى سمعة الكاتب»، ووصف كوهين الكتاب بأنه «ثأر من واضع نظرية عن الجندية ألماني متحرر من أوائل القرن التاسع عشر»، قاصدًا بواضع النظرية (كارل فون كلاوزفيتز).

## وصلات خارجية
- Booknotes interview with Keegan on A History of Warfare, May 8, 1994